# Робинсон, Джон (епископ)
Джо́н А́ртур То́мас Ро́бинсон (англ. John Arthur Thomas Robinson; 16 мая 1919, Кентербери, Великобритания — 5 декабря 1983, Арнклифф, Великобритания) — британский англиканский теолог и библеист, англиканский епископ Вулвичский. Считается одним из ведущих неолиберальных теологов второй половины XX века.
Сторонник учения о всеобщем спасении. Исследователь Нового Завета. Из трудов Робинсона наиболее известная работа «Быть честным перед Богом» (англ. Honest to God), вызвавшая большую полемику после издания. В своих более поздних книгах отстаивал раннюю датировку и апостольское авторство Евангелий, однако без значимого успеха.

## Биография
Джон Робинсон родился в 1919 году в Кентербери в семье каноника Кентерберийского собора Артура Уильяма Робинсона (1856—1928) и его жены, Марии Беатрис Мур. Его отец женился в возрасте шестидесяти двух лет и умер, когда Джону, старшему из трёх детей в этом браке, было девять лет. Помимо отца, клириками были дед со стороны матери и шестеро дядей, в том числе Дж. Армитейж Робинсон, бывшим деканом Вестминстера, а затем Уэллса.
Робинсон обучался в Мальборо Колледже и был стипендиатом Рустата в колледже Иисуса в Кембридже. Затем он получил стипендию Барни в Тринити-Колледже, где продолжил образование в 1942—1943 годах. В 1946 году защитил диссертацию «Ты, Кто еси» (англ. Thou who art), после чего получил степень доктора философии. Перед рукоположением обучался в Весткотт-Хаус, Кембридж, после окончанию которого был назначен помощником священника в церкви Сент-Мэтью в Мурфилдс (Бристоль), где в это время викарием был Мервин Стоквуд.
В 1948 году Робинсон стал капелланом теологического колледжа Уэллса, где написал свою первую книгу. В 1951 году он был назначен деканом Клэр-колледжа в Кембридже и лектором теологии в Кембриджском университете. В 1953 году Джеффри Фишер, архиепископ Кентерберийский, сделал его обучающим капелланом, а в 1958 одним из шести проповедников собора Кентербери.
В 1959 году Мервин Стоквуд стал епископом Саутуарка и пригласил Робинсона быть викарным епископом диоцеза — епископом Вулвичским. Вопреки рекомендациям коллег-учёных и архиепископа Кентерберийского, Робинсон принял этом предложение и 29 сентября 1959 года был посвящён в епископский сан. В 1960 году выступил на церковной ассамблеи, где в своей речи коснулся проблем ординации женщин, пастырской реорганизации, доходов духовенства, экуменических связей, отношению к самоубийству и смертной казни. После этого был признан ведущим радикалом Англиканской церкви.
В 1960 году епископ согласился выступить в качестве эксперта на судебном процессе по поводу новой публикации романа «Любовник леди Чаттерлей». Во время заседания адвокат спросил Робинсона, следует ли христианам читать эту книгу, на что теолог ответил: «Думаю, что да, потому что Лоуренс…». Робинсон не закончил фразу, но сказанное им было интерпретировано английским газетами как призыв всех христианам прочитать данный роман. Это выступление вызвало осуждение со стороны архиепископа Кентерберийского.
В 1962 году Робинсон получил степень бакалавра богословия в университете Кедбриджа, а в 1968 году — степень доктора богословия.
В 1969 году он вернулся в Кембридж, как сотрудник и декан часовни в Тринити-колледже. Бывший епископ не занимал преподавательскую должность, но читал лекции и продолжал писать.
В 1983 году у Робинсона был диагностирован рак поджелудочной железы, от которого он скончался 5 декабря, в деревне Арнклифф, Северный Йоркшир. В память об епископе названа школа в юго-восточном районе Лондона. За два месяца до смерти Робинсон произнёс последнюю проповедь в переполненной капелле Тринити-Колледж. Она называлась «Научение посредством рака» (англ. Learning from cancer).

## «Быть честным перед Богом»
Из всех трудов Робинсона наиболее известна небольшая (183 страницы) книга «Быть честным перед Богом». Предполагалось, что это будет академическое издание с небольшим тиражом. Однако за два дня до публикации в газете «The Observer» была опубликована статья епископа, в которой он в сжатой форме попытался сформулировать основные идеи произведения. В итоге журналисты выбрали для заголовка вырванную из контекста фразу «Мы должны отказаться от нашего образа Бога». Это произвело на читателей впечатление того, что автор книги, епископ Церкви Англии — атеист. Тираж в 6000 экземпляров был распродан в один день. Несмотря на то, что Робинсон прямо писал о том, что его работа — краткое изложение идей немецких теологов Дитриха Бонхёффера, Рудольфа Бультмана и Пауля Тиллиха, публикация произвела ошеломляющий эффект. Последовало несколько переизданий книги, автора много раз приглашали на радио и телевидение для объяснения своей позиции. Помимо этого Робинсон получил более 4000 писем, на большинство из которых ответил лично.
По поводу всей этой шумихи епископ высказался следующим образом:

«До сих пор пресса обращала внимание на церковников только в связи с их высказываниями о морали или политике. Что они говорят о Боге и Евангелии, никого не интересовало… Но теперь новостью сделался Бог!
Оказалось, что моя книга затронула людей в какой-то чувствительной точке, где истина действительно много значит для них. И этому я рад — даже если при этом не обошлось без боли. Ведь Бога надо искать именно там, где речь идет о самом важном для человека».

Тем не менее, книга вызвала большие споры и в церковной среде. С критикой епископа Вулвичского выступил новый архиепископ Кентерберийский Майкл Рамси. В том числе он опубликовал брошюру «Образ древний и новый» для тех верующих, которых работа Робинсона привела к сомнениям в вере.
Впоследствии книга была переведена на 17 языков, общий тираж превысил 1 миллион экземпляров. В 1993 году в издательстве «Высшая школа» под заголовком «Быть честным перед Богом» вышло издание на русском языке в переводе священника Николая Балашова.

## Труды
- In the End, God… a Study of the Christian Doctrine of the Last Things (1950)
- The Body: A Study in Pauline Theology (1952)
- Jesus and his Coming (1957)
- On being the Church in the World (1960)
- Twelve New Testament Studies (1962)
- Honest to God (1963)
- The Human Face of God (1973)
- Christian Morals Today (1964)
- The New Reformation? (1965)
- Exploration into God (1967)
- Christian Freedom in a Permissive Society (1970)
- The Human Face of God (1973)
- Redating the New Testament (1976)
- The Priority of John (1984)

## Издания на русском языке
- Робинсон Дж. Быть честным перед Богом = Honest to God / Пер. с англ., биогр. ст., коммент. Н. Балашова; Рец. докт. филос. наук, проф. П. С. Гуревич. — М.: Высшая школа, 1993. — 159 с. — (Б-ка философа). — ISBN 5-06-002858-5.